# Corey Graves
Corey Graves, właściwie Matthew Polinsky (ur. 24 lutego 1984 w Pittsburgh) – amerykański wrestler węgierskiego pochodzenia.
Jest związany kontraktem z WWE. Wraz z Adrianem Neville’em zdobył tytuł NXT Tag Team Championship. W innych federacjach występował pod pseudonimem Sterling James Keenan.

## Styl Walki
Finishery
- - Lucky 13

Signature
- - Chop Block

Moves
- Headbutth
- Clothesline
- Big Boot
- Dropkick
- Superkick
- Powerslam
- Side Slam
- Fisherman Suplex
- German Suplex
- Belly to Belly Suplex
- Elbow Drop
- Diving Fist Drop

## Sukcesy
- WWE NXT
  - NXT Tag Team Championship (z Adrianem Neville’em)